# Polia

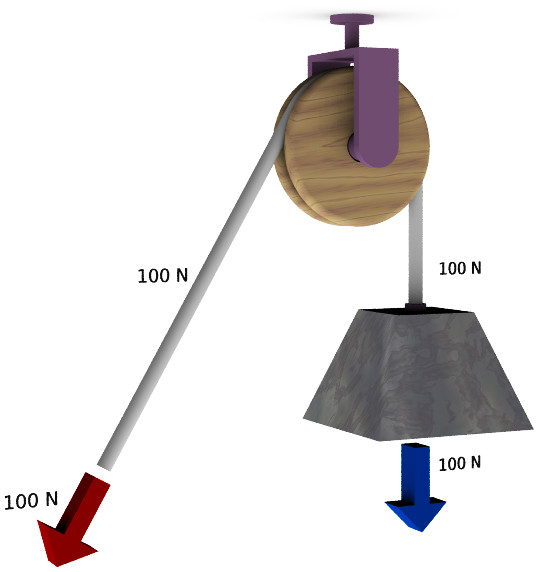
Uma polia

A polia, roldana, poli(pt-AO) ou moitão  é uma peça mecânica muito comum a diversas máquinas, utilizada para transferir força e energia cinética. Uma polia é constituída por uma roda de material rígido, normalmente metal, mas outra comum em madeira, lisa ou sulcada em sua periferia. Acionada por uma correia, corda ou corrente metálica, a polia gira em um eixo, transferindo movimento e energia a outro objeto. Quando associada a outra polia de diâmetro igual ou não, realiza trabalho equivalente ao de uma engrenagem.

## Funcionamento
Uma polia presa a um suporte mantém dois corpos A e B suspensos e unidos por um fio inextensível (não muda de comprimento) e massa desprezável. Após liberarmos o sistema do repouso, pode-se deduzir alguns resultados. Considerando que o corpo A tem uma massa mA > mB (massa de B), o movimento do corpo A será para baixo.
A figura 2 logo abaixo mostra uma aplicação de polias para reduzir a força necessária para levantar um objeto. Nessa configuração com duas polias, a força de tração T necessária para segurar um objeto de peso P é igual à metade P:

## Relações de força
Numa polia fixa, a força F realizada para elevar um peso P, supondo que a polia esteja sem atritos, é exatamente igual em módulo, se a corda estiver tangenciando a roldana.Logo, F=P
O trabalho realizado para elevar o objeto de uma certa distância d é exatamente o trabalho realizado pela força peso. Nesta nova posição, o objeto ganha energia potencial.
Se for usada uma polia móvel juntamente com outra fixa, a força necessária será a metade, mas o deslocamento da mão será o dobro do deslocamento da massa M. A velocidade de elevação da massa será a metade da obtida no caso anterior.
Pode-se associar três, quatro ou mais polias para se obter situações adequadas a algum caso específico.
Se a polia tiver um diâmetro pequeno ou grande, isso afetará o torque mas não a força envolvida.

## Diferentes tipos de polias
As polias podem ser utilizadas em distintas configurações, que influenciam na razão entre a força potente e força resistente.
- Polia fixa: somente altera a direção e o sentido da força. {\displaystyle Fn=Fr.}
- Polia móvel: divide a força resistente entre o ponto de fixação da corda e a força potente. {\displaystyle Fp=Fr/2.}
- Cadernal: configuração de várias roldanas móveis e o mesmo número de roldanas fixas. {\displaystyle Fp=Fr/2n.}
- Talha: configuração de várias roldanas móveis e uma roldana fixa. {\displaystyle Fp=Fn/2^{n}.}[1]

onde
- Fp = Força potente.
- Fr = Força resistente.
- n = Número de roldanas móveis.
- / = dividido.
- = = igual.
- Fn = Força natural.